# Джупітер
Джупітер (англ. Jupiter) — місто (англ. town) в США, в окрузі Палм-Біч на південному сході штату Флорида, на узбережжі Атлантичного океану. Населення — 61 047 осіб (2020); агломерації Вест-Палм-Біч-Бока-Ратон-Бойнтон-Біч — 1 279 950 осіб (2009 рік). Агломерація Вест-Палм-Біч є підагломерацією Маямі-Форт-Лодердейл-Помпано-Біч з загальним населенням 5 547 051 особа (2009 рік)..

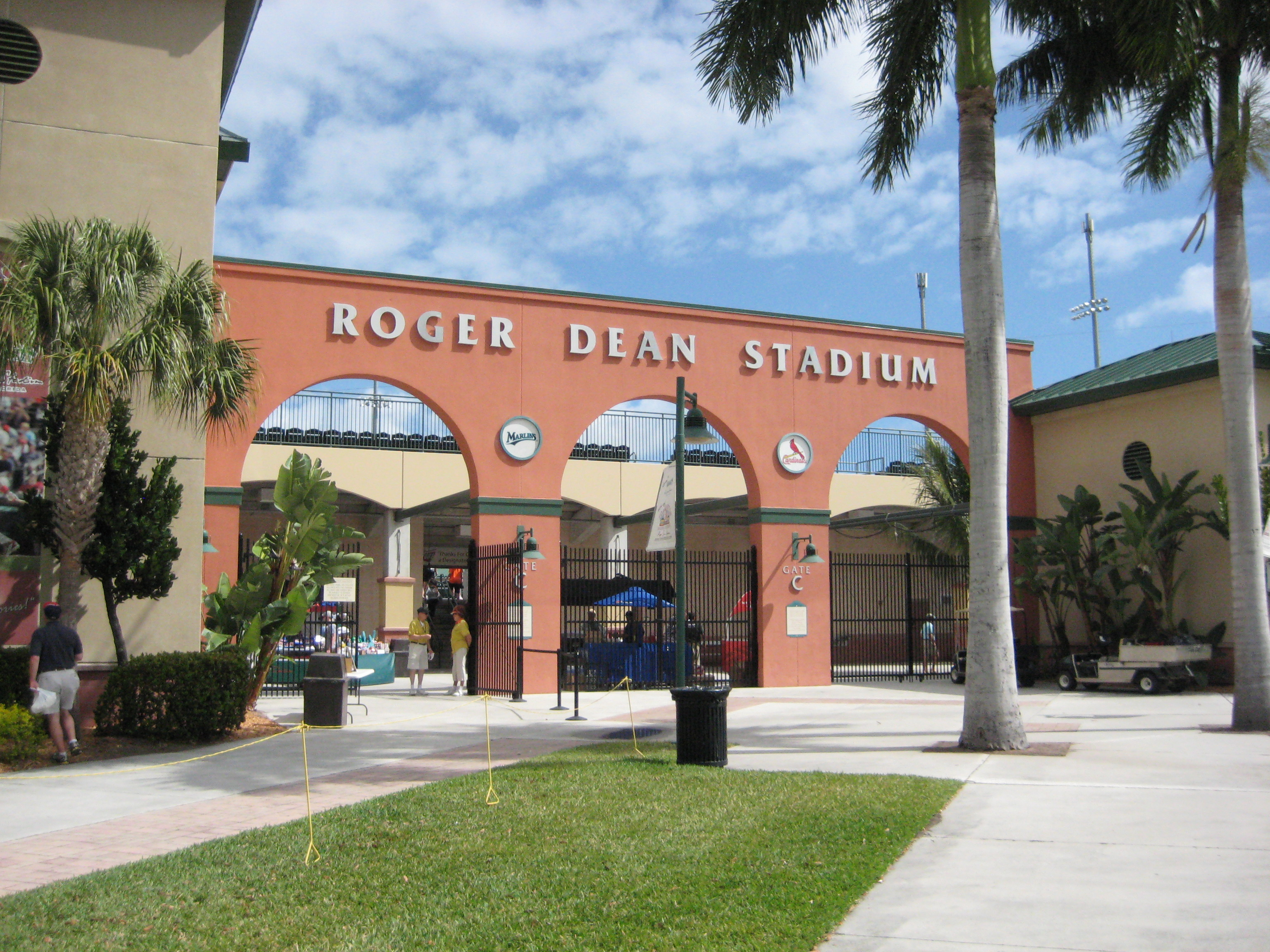
Стадіон Роджера Діна у Джупітері

Прізвисько міста: «Пляжне містечко».
Середньодобова температура липня — , січня — . Щорічні опади — мм з піком на місяці.
Тут мешкають відомі музиканти й спортсмени, як Торі Амос, Селін Діон.

## Географія
Джупітер розташований за координатами 26°55′17″ пн. ш. 80°6′36″ зх. д. / 26.92139° пн. ш. 80.11000° зх. д. (26.921480, -80.110101).  За даними Бюро перепису населення США в 2010 році місто мало площу 60,23 км², з яких 55,60 км² — суходіл та 4,63 км² — водойми.

## Демографія

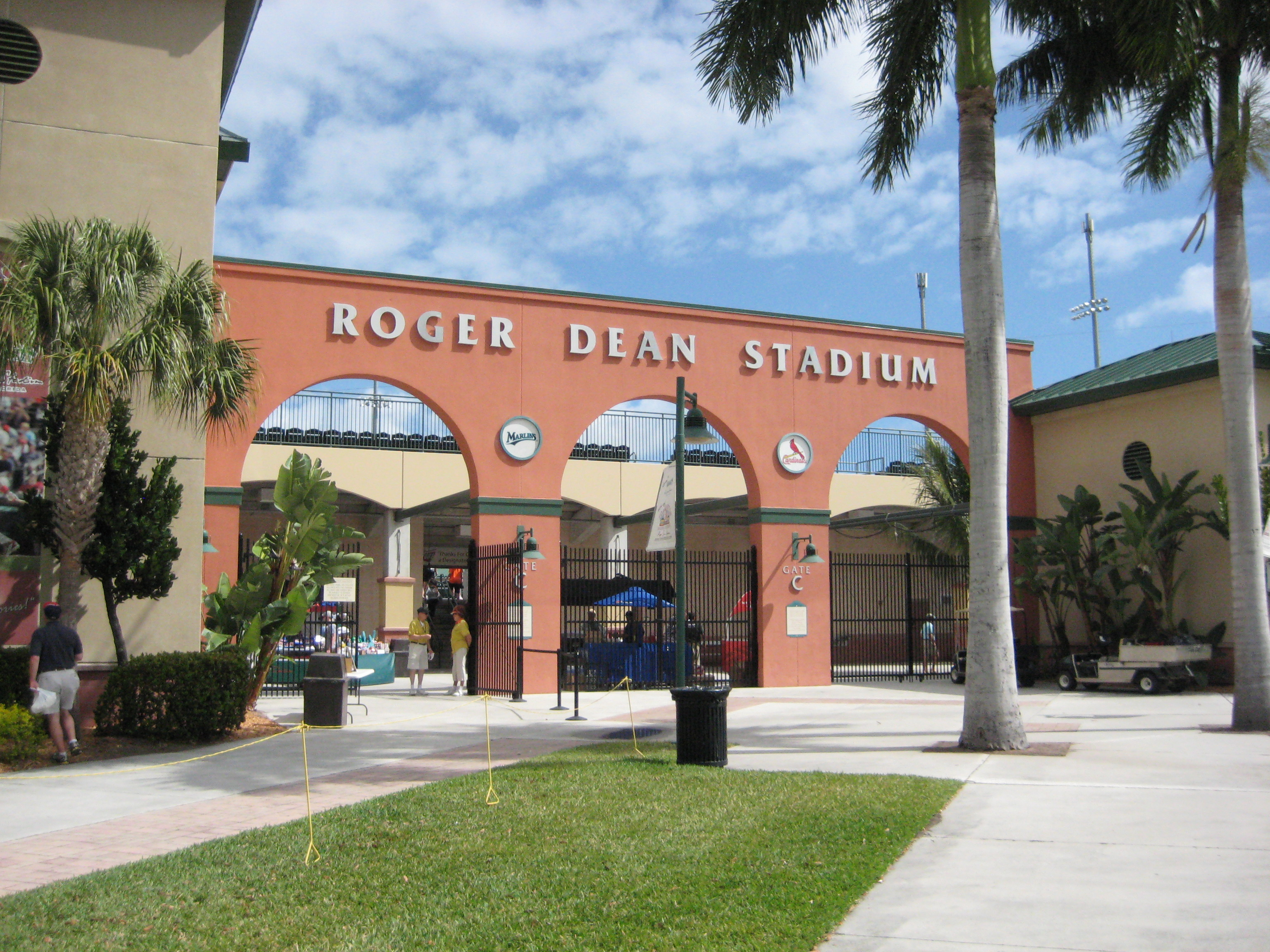
Стадіон Роджера Діна у Джупітері

Згідно з переписом 2010 року, у місті мешкало 55 156 осіб у 23 920 домогосподарствах у складі 15 010 родин. Густота населення становила 916 осіб/км².  Було 29825 помешкань (495/км²).
Расовий склад населення:
| - 90,6 % — білих - 2,0 % — азіатів - 1,5 % — чорних або афроамериканців - 0,5 % — корінних американців - 3,6 % — осіб інших рас |

До двох чи більше рас належало 1,7 %. Частка іспаномовних становила 12,7 % від усіх жителів.
За віковим діапазоном населення розподілялося таким чином: 19,4 % — особи молодші 18 років, 60,6 % — особи у віці 18—64 років, 20,0 % — особи у віці 65 років та старші. Медіана віку мешканця становила 44,7 року. На 100 осіб жіночої статі у місті припадало 98,7 чоловіків;  на 100 жінок у віці від 18 років та старших — 96,9 чоловіків також старших 18 років.
Середній дохід на одне домашнє господарство  становив 106 222 долари США (медіана — 71 233), а середній дохід на одну сім'ю — 126 478 доларів (медіана — 87 295). Медіана доходів становила 52 768 доларів для чоловіків та 46 872 долари для жінок. За межею бідності перебувало 9,2 % осіб, у тому числі 13,0 % дітей у віці до 18 років та 8,4 % осіб у віці 65 років та старших.
Цивільне працевлаштоване населення становило 29 618 осіб. Основні галузі зайнятості: освіта, охорона здоров'я та соціальна допомога — 19,7 %, науковці, спеціалісти, менеджери — 17,7 %, мистецтво, розваги та відпочинок — 13,9 %, роздрібна торгівля — 10,2 %.